# جون رايت (لاعب كرة قدم)
جون رايت (بالإنجليزية: Jon Wright)‏ (30 يناير 1925 في المملكة المتحدة - 1 فبراير 2015) هو لاعب كرة قدم بريطاني (وحمل سابقاً جنسية المملكة المتحدة لبريطانيا العظمى وأيرلندا) في مركز الهجوم. لعب مع هوردن كوليري ولفير ‏ ودارلينجتون إف سى.